# Albert Alekszandrovics Pakejev
Albert Pakejev cirill betűkkel: Альберт Пакеев (Irkutszk, 1968. július 4. –) orosz ökölvívó.

## Amatőr eredményei
- 1996-ban Európa-bajnok légsúlyban.
- 1996-ban olimpiai bronzérmes légsúlyban.